# Ferran Pujol i Roca
Ferran Pujol i Roca (Reus, 19 de juny de 1959) és un activista català de la lluita contra el VIH/sida i gai.
És membre fundador i director de Projecte dels NOMS-Hispanosida, ONG fundada l'octubre de 1993 des de la mateixa comunitat d'afectats pel VIH per donar resposta a la crisi de la sida. També és membre fundador i director de BCN Checkpoint, el centre comunitari de detecció del VIH i altres infeccions de transmissió sexual adreçat a homes gais, bisexuals, altres homes que tenen sexe amb homes i dones transsexuals creat el 2006 a Barcelona per Projecte dels NOMS-Hispanosida.